# 三善信二
三善 信二（みよし しんじ、1921年（大正10年）1月30日 - 1979年（昭和54年）3月7日）は、日本の官僚、政治家。参議院議員（1期）。衆議院議員三善信房の次男。兄はリコー会長を務めた三善信一。

## 経歴
- 1921年（大正10年） - 現在の熊本県上益城郡嘉島町で生まれる。
- 熊本中学卒業。同校では柔道に励み、全国大会で準優勝した[1]。第五高等学校卒業。
- 1945年（昭和20年） - 東京帝国大学法学部卒業。
- 1945年（昭和20年） - 農林省に入省。
- 在ビルマ日本国大使館一等書記官、福岡県農政部長、水産庁企画課長、農林経済局総務課長、農林経済局国際経済課長、水産庁生産部長、農地局長を歴任[2]。
- 1972年（昭和47年） - 大臣官房長
- 1974年（昭和49年） - 食糧庁長官
- 1975年（昭和50年） - 農林事務次官就任。
- 1976年（昭和51年） - 農林省退官。
- 1977年（昭和52年） - 第11回参議院議員通常選挙において、自由民主党公認で熊本県地方区から立候補し当選。
- 1979年（昭和54年）3月7日 - 悪性リンパ腫のため、東京都港区の東京慈恵会医科大学附属病院で死去した[1]。58歳没。死没日付をもって正四位勲二等に叙され、瑞宝章を追贈された[3]。さらに同月13日、特旨を以て位一級を追陞され、死没日付をもって従三位へ叙された[4]。哀悼演説は同月16日、参議院本会議で菅野儀作により行われた[1]。三善の死去に伴う欠員補充の補欠選挙は同年4月22日に執行され、後継候補となった前熊本県議の三浦八水（三浦一水の父）が当選し、議席を継承している。